# Papillon-Lefèvre-Syndrom
Das Papillon-Lefèvre-Syndrom (PLS) ist eine seltene, autosomal-rezessiv vererbte übermäßige Verhornung der Haut (Hyperkeratose), vorwiegend an Hand- und Fußflächen, mit schweren Parodontitiden. Die Milchzähne und bleibenden Zähne der Erkrankten gehen aufgrund des raschen Knochenverlustes meist schon frühzeitig verloren. Das entzündliche Zahnfleisch (Gingiva) weist den bei Vorliegen systemischer Allgemeinerkrankungen häufig beobachteten hochroten Gingivalsaum auf.
Synonyme sind: Keratosis palmoplantaris – Periodontopathie; Keratosis palmoplantaris diffusa mit Mutationen in Cathepsin C; Keratodermia palomo-plantaris diffusa Papillon-Lefèvre
Die Erstbeschreibung stammt aus dem Jahre 1924 durch die französischen Dermatologen M. M. Papillon und P. Lefèvre.

## Verbreitung
Die Häufigkeit wird auf zwischen 1 zu 250.000 und 1 zu 1.000.000 geschätzt, beide Geschlechter sind gleich häufig betroffen.

## Ursache
Der Erkrankung liegen Mutationen im CTSC-Gen auf Chromosom 11 Genort q14.2 zugrunde, welches für das Cathepsin C  kodiert.
Mutationen in diesem Gen liegen auch dem Haim-Munk-Syndrom und der Juvenilen Parodontitis zugrunde.

## Klinische Erscheinungen
Klinische Kriterien sind:
- palmoplantare Keratosen in den ersten drei Lebensjahren, eventuell schon bei Geburt, Fußsohlen stärker als Handflächen betroffen, scharf begrenzte, symmetrische diffuse Palmoplantarkeratose gerötet mit Schuppen
- Übergreifen der Keratosen auf Hand- und Fußrücken, Ferse und Knöchel
- Psoriasisartige Hyerkeratosen am Ellbogen und Knie
- Palmoplantare Hyperhidrose
- Nagelveränderungen: Dystrophie, Verformung, Verfärbung
- frühzeitige Karies, Parodontitis noch im Vorschulalter mit intensiver Gingivitis, entzündlichen Veränderungen mit Resorption der Alveolarknochen, Zahnlockerung und -ausfall
- schubweiser Verlauf der Hautveränderungen
- rascher Verlust der zweiten Zähne
- erhöhte Anfälligkeit für Infektionen wie Furunkulose, Pyodermie bei 50 %
- Zahnlosigkeit mit dem Erwachsenenalter

Hinzu können intrakranielle Verkalkung, Osteoporose, verzögerte Knochenreifung, Innenohrschwerhörigkeit, Kampto- oder Klinodaktylie kommen sowie gehäuftes Vorkommen von Malignem Melanom.

## Diagnose
Die Diagnose ergibt sich aus den klinischen Befunden. Im Röntgenbild findet sich eine Atrophie der Alveolarknochen. Der Verlust der CTSC-Aktivität kann durch biochemische Analyse und der Gendefekt durch Humangenetische Untersuchung nachgewiesen werden.

## Differentialdiagnostik
Abzugrenzen sind:
- Haim-Munk-Syndrom
- präpubertäre/aggressive Periodontitis
- Epidermolytische palmoplantare Keratose, lokalisiert
- Mal de Meleda
- Howel-Evans-Syndrom
- Greither-Syndrom (Keratoderma palmoplantaris transgrediens et progrediens)
- Keratosis punctata
- Schuppenflechte mit Befall der Beugeseiten (Psoriasis inversa)
- Schuppli-Syndrom
- Bart-Pumphrey-Syndrom

## Therapie
Die Behandlung erfolgt mit Retinoiden ergänzt durch Mundhygiene, gegebenenfalls auch Antibiotika. Die entzündlichen Veränderungen kommen nach vollständigem Zahnverlust zur Ruhe. Zahnimplantat sind Methode der Wahl.